# Kritsananon Srisuwan
Kritsananon Srisuwan (thailändisch กฤษณนน ศรีสุวรรณ; * 11. Januar 1995) ist ein thailändischer Fußballspieler.

## Karriere
Kritsanon Srisuwan spielte bis Ende 2016 beim damaligen Zweitligisten Bangkok FC in der thailändischen Hauptstadt Bangkok. 2017 wechselte der Mittelfeldspieler in die erste Liga und schloss sich Ratchaburi Mitr Phol aus Ratchaburi an. Einen Tag nach Vertragsunterschrift wurde er für zwei Jahre nach Prachuap zum Zweitligisten PT Prachuap FC ausgeliehen. 2017 wurde er mit dem Verein Tabellendritter und stieg somit in die erste Liga auf. In der ersten Liga absolvierte er 2018 27 Spiele. Nach Beendigung der Ausleihe kehrte er 2019 wieder nach Ratchaburi zurück.

## Erfolge
Ratchaburi MitrPhol FC
- Thailändischer Pokalfinalist: 2019